# Назаров Едуард Васильович
Едуа́рд Васи́льович Наза́ров (23 листопада 1941, Москва — 11 вересня 2016, там же) — радянський і російський аніматор, режисер і художник. Народний артист Росії (2012). Заслужений діяч мистецтв СРСР, лауреат Державної премії СРСР.

## Життєпис
Закінчив Строгановське художньо-промислове училище. Працював в анімації з 1959 року спочатку прорисовником, потім асистентом художника-постановника у Михайла Цехановського, художником-постановником у Федора Хитрука, режисером, займався оформленням книг і журналів: «Квант», «Веселые картинки», «Мурзилка», «Химия и жизнь», «Знание — сила», «Миша» та інших.
З 1979 по 2000 викладав на Вищих курсах сценаристів і режисерів. У 1993 році організував школу-студію режисерів-аніматорів «ШАР» спільно з Андрієм Хржановським, Федором Хитруком, Юрієм Норштейном. Співавтор і ведучий телепрограм «Анімація від А до Я» (1996—1998), «Світ анімації або анімації світу» (1999—2001), знімався в документальних серіалах «Союзмультфільм — казки і були» (серія «Веселі казки про сумне», 2003), «Фабрика чудес» (серія «Художник-постановник», 2006), «Невагома життя» (2006), документальний фільм «Російська магія» (2004).
З 1991 року — президент (з Давидом Черкаським) Міжнародного фестивалю анімаційних фільмів «КРОК». Разом з Юрієм Норштейном брав участь у проекті Юрія Красного зі створення анімаційного фільму на основі малюнків дітей-інвалідів. З 2004 року був головою худради студії «Пілот».
Після смерті Олександра Татарського з серпня 2007 року обіймав посаду художнього директора студії «Пілот». Брав участь у створенні циклу «Гора самоцвітів» як художній керівник, сценарист й актор; крім того, сам поставив кілька фільмів, вперше з 1987 року.
В 2012 року на XVII церемонії Відкритого фестивалю у Суздалі його мультфільм «Жив-був пес» (1982) очолив сотню найкращих вітчизняних мультфільмів на думку ста професіоналів індустрії.
Режисер тривалий час мав проблеми з судинами, страждав на діабет і незадовго до смерті пережив ампутацію ноги.
Помер 11 вересня 2016 року у Москві на 75-му році життя. Церемонія прощання з мультиплікатором відбулася 14 вересня 2016 року у Будинку кіно. Похований на Ваганьковському кладовищі (ділянка № 43).

## Сім'я
Дружина — Тетяна Петрівна Литко (1944—2022) — асистент режисера на кіностудії «Союзмультфільм». Похована поруч із чоловіком.

## Призи на фестивалях
- «Полювання» (1979)
  - На III МКФ мультфільмів в Ешпінью (Португалія), 1980
  - На МКФ в Уеска (Іспанія), 1980

- «Жив-був пес» (1982)
  - На Міжнародних днях анімаційного кіно в Аннесі (Франція), 1983 р. Спеціальний приз журі.
  - Приз на МКФ молодих режисерів в Турі (Франція), 1983 р.
  - Перший приз на V МКФ казкових фільмів в Оденсе (Данія), 1983 р.

- «Подорож мурахи» (1983)
  - На VI Всесвітньому фестивалі анімаційних фільмів у м Загребі (Югославія) — Перший приз в категорії дитячих фільмів, 1984.

- «Про Сидорова Вову» (1985)
  - Приз на 19 Всесоюзному кінофестивалі (1986)

- «Мартинко» (1987)
  - Офіційний вибір на міжнародному фестивалі в Шанхаї (Китай), 1988 р.

## Фільмографія
Фільми, режисер
- «Рівновага страху» (1973)
- «Бегемотик» — Весела карусель № 7 (1975)
- «Принцеса і людожер» — Весела карусель № 9 (1977)
- «Полювання» (1979)
- «Жив-був пес» (1982)
- «Подорож мурахи» (1983)
- «Про Сидорова Вову» (1985)
- «Мартинко» (1987)
- «Колобок» (2012)

Фільми, сценарист
- «Бегемотик» — Весела карусель № 7 (1975)
- «Принцеса і людожер» — Весела карусель № 9 (1977)
- «Полювання» (1979)
- «Жив-був пес» (1982)
- «Подорож мурахи» (1983)
- «Про Сидорова Вову» (1985)
- «Мартинко» (1987)
- «Не скажу» (2006)
- «Неслухняний ведмежа» (2006)
- «Колобок» (2012)

Фільми, художник-постановник
- «З ким поведешся» (1967)
- «Вінні-Пух» (1969)
- «Увага, вовки!» (1970)
- «Вінні-Пух йде в гості» (1971)
- «Вінні-Пух і день турбот» (1972)
- «Острів» (1973)
- «Рівновага страху» (1973)
- «Дарую тобі зірку» (1974)
- «Ікар і мудреці» (1976)
- «Жив-був пес» (1982)
- «Подорож мурахи» (1983)
- «Про Сидорова Вову» (1985)
- «Фонд правових реформ. Катастрофа» (1998)
- «Фонд правових реформ. Клубок пряжі» (1998)
- «Фонд правових реформ. Котячій спів» (1998)
- «Фонд правових реформ. Килимок» (1998)
- «Фонд правових реформ. Нужда» (1998)
- «Фонд правових реформ. Бінокль» (1998)
- «Фонд правових реформ. Терези» (1998)
- «Фонд правових реформ. Ракета» (1998)
- «Фонд правових реформ. Шишки і плюшки» (1998)
- «Фонд правових реформ. Санки» (1998)

Фільми, художник
- «Людина в рамці» (1966)
- «Фільм, фільм, фільм» (1968)

Фільми, аніматор
- «Канікули Боніфація» (1965)

Фільми, художній керівник
- «Гагарін» (1994)
- «Атракціон» (1995)

Фільми, озвучував ролі
- «Колумб причалює до берега» (1967)
- «Пригоди капітана Врунгеля» (1979) —  капітан «Чорної Каракатиці»
- «Мартинко» (1987) —  Цар
- «Мандрівник» (1995)
- «Букашки» (2002)
- «Гора самоцвітів. Про Івана-дурника» (2004) —  цар / товстопузий наречений
- «Гора самоцвітів. Жадная мірошничка» (2004) —  крики / епізод
- «Гора самоцвітів. Гордий миш» (2007) —  все ролі
- «Маша і Ведмідь» (2009—2010) —  Дід Мороз

Фільми, читає текст
- «Як козаки мушкетерам допомагали» (1979)
- «Мартинко» (1987)
- «Кіт, який вмів співати» (1988)
- «Фердинанд VIII» (1995)
- "Гора самоцвітів. Про цапа і барана "(2004)

Серіали, художник
- «Фонд правових реформ» (1998)

Серії фільмів, художній керівник
- «Гора самоцвітів»